# Menschen zweier Welten
Menschen zweier Welten (Originaltitel: The Call of the Canyon) ist ein US-amerikanischer Stummfilmwestern aus dem Jahr 1923 von Victor Fleming mit Richard Dix und Lois Wilson in den Hauptrollen. Der Film wurde von Famous Players-Lasky produziert und basiert auf dem Roman The Call of The Canyon von Zane Grey.

## Handlung
Der Kriegsveteran Glenn Kilbourne zieht nach Arizona, um seine Gesundheit wiederherzustellen. Er wird dort von der Einheimischen Flo Hutter gepflegt. Kilbournes Verlobte, Carley Burch, folgt ihm, ist jedoch bald desillusioniert vom Westen und kehrt nach New York zurück. Flo wird bei einem Unfall schwer verletzt. Kilbourne macht ihr einen Heiratsantrag, um sich für ihre Genesung zu revanchieren. Carley kehrt am Hochzeitstag nach Arizona zurück, um Kilbourne zu suchen. Als Flo sieht, dass die beiden immer noch ineinander verliebt sind, gibt sie Kilbourne auf und heiratet einen anderen Verehrer, Lee Stanton.

## Hintergrund
Am 11. August 1923 wurde berichtet, dass Regisseur Victor Fleming und Autor Zane Grey eine Reise nach Arizona planten, um Drehorte zu erkunden. Die Produktion sollte noch im selben Monat beginnen, obwohl die Besetzung noch nicht ausgewählt war. Elf Tage später begannen die Hauptdreharbeiten. Die Innenaufnahmen wurden Ende August 1923 im Lasky-Studio in Hollywood gedreht. Victor Fleming und seine Crew suchten in der Nähe von Flagstaff nach einem Canyon, der so „erschreckend“ war wie der, der in der Romanvorlage beschrieben wird. Zane Grey schloss sich ihnen später im Monat an.
Eine Gruppe von Krankenschwestern und kriegsversehrten Veteranen aus dem „Soldiers‘ Home“ in Sawtelle, das später als „West Los Angeles Veterans Administration Medical Center“ bekannt wurde, traten zusammen mit den Stars Richard Dix und Lois Wilson in einer Krankenhausszene auf. Ursprünglich war Bebe Daniels für die Rolle der Flo Hutter vorgesehen, bevor sie durch Estelle Taylor ersetzt wurde. Marjorie Daw übernahm die Rolle, nachdem Taylor erkrankte. Am 20. Oktober 1923 wurde die Rückkehr von 41 Besetzungs- und Crewmitgliedern nach drei Wochen Dreharbeiten nach Hollywood bekannt gegeben. Eine Woche später wurde berichtet, dass die Dreharbeiten abgeschlossen seien und Lois Wilson sich für ihren nächsten Auftrag in New York City befinde.
Bis 2010 galt der Film als verschollen. Im staatlichen Filmarchiv Gosfilmofond wurde eine Kopie gefunden, die der Library of Congress übergeben wurde.
Henry Hathaway war der Requisiteur des Films.

## Veröffentlichung
Die Premiere des Films fand am 16. Dezember 1923 in New York statt. 1925 kam er in Österreich in die Kinos.

## Kritiken
Der Kritiker der The New York Times fand die Eingangsszene, in der die kriegsversehrten Veteranen in ihre Heimatorte gefahren werden, vielversprechend. Doch Regisseur Fleming und der Drehbuchautor haben es sich zur Aufgabe gemacht, so viele Unmöglichkeiten und an den Haaren herbeigezogene Situationen einzubauen, dass man des Films schon lange vor der letzten Abblende überdrüssig werde.